# 65 (tal)
65 (sextiofem) är det naturliga talet som följer 64 och som följs av 66.
- Hexadecimala talsystemet: 41
- Binärt: 1000001
- Delbarhet: 1, 5, 13, 65
- Primtalsfaktorisering: 5 · 13
- Antal delare: 4
- Summan av delarna: 84

65 är även den vanligaste pensionsåldern i Sverige.

## Inom matematiken
- 65 är ett udda tal.
- 65 är ett semiprimtal
- 65 är ett oktogontal
- 65 är ett extraordinärt tal
- 65 är ett Prothtal
- 65 är ett aritmetiskt tal
- 65 är ett palindromtal i det binära talsystemet.
- 65 är ett palindromtal i det kvarternära talsystemet.
- 65 är ett palindromtal i det oktala talsystemet.

## Inom vetenskapen
- Terbium, atomnummer 65
- 65 Cybele, en asteroid
- Messier 65, spiralgalax i Lejonet, Messiers katalog